# Liste der denkmalgeschützten Objekte in Hof am Leithaberge
Die Liste der denkmalgeschützten Objekte in Hof am Leithaberge enthält die 11 denkmalgeschützten, unbeweglichen Objekte der Gemeinde Hof am Leithaberge.

## Denkmäler
| Foto |                 | Denkmal                                                                   | Standort                                                      | Beschreibung | Metadaten |
| ---- | --------------- | ------------------------------------------------------------------------- | ------------------------------------------------------------- | --- | --- |
| ja   | Datei hochladen | Ehem. Armenhaus, ehem. Gemeindewirtshaus HERIS-ID: 15211 Objekt-ID: 11451 | Brunnengasse 4 Standort KG: Hof am Leithagebirge              | Das ehemalige Gemeindewirtshaus in der Brunnengasse 4 (Identadresse: Hauptplatz 3) ist eine ausgedehnte vierseitige Anlage mit einem langen Trakt zur Brunnengasse und einem zweigeschoßigen Trakt zum Hauptplatz. Die Stichkappentonne der seitlichen Einfahrt stammt aus der 1. Hälfte des 18. Jahrhunderts. Der Trakt zur Brunnengasse, im Kern aus der Zeit um 1500 und mit 1736 bezeichnet, hat eine unregelmäßige Fensteraufteilung auf mehreren Niveaus. Auf beiden Seiten gibt es spätgotische Fenstergewände. Die kreuzgratgewölbten Innenräume stammen aus dem 16./17. Jahrhundert. Das korbbogige Kellerportal hat einen Maskenkeilstein und ist mit 1662 bezeichnet. | BDA-Hist.: Q37772202 Status: Bescheid Stand der BDA-Liste: 2025-06-30 Name: Ehem. Armenhaus, ehem. Gemeindewirtshaus GstNr.: 410, 411/1        |
| ja   | Datei hochladen | Pfarrhof HERIS-ID: 15213 Objekt-ID: 11453                                 | Hauptstraße 7 Standort KG: Hof am Leithagebirge               | Der Pfarrhof stammt im Kern aus dem 16. Jahrhundert, wurde im 17. Jahrhundert umgebaut und 1792 zum Pfarrhof adaptiert. Der zweigeschoßige Bau mit seinem flachen Mittelrisalit und einem Satteldach über profiliertem Gesims, hat im Erdgeschoß teilweise Gewölbe. Tormauer und Rundbogenportal sind mit 1619 bezeichnet. | BDA-Hist.: Q37772241 Status: § 2a Stand der BDA-Liste: 2025-06-30 Name: Pfarrhof GstNr.: 417                                                   |
| ja   | Datei hochladen | Kath. Pfarrkirche hl. Michael HERIS-ID: 15203 Objekt-ID: 11443            | Hauptstraße 7 Standort KG: Hof am Leithagebirge               | Die Pfarrkirche war ursprünglich eine romanische Saalkirche; das Nordschiff geht im Kern noch auf diese Epoche zurück. Ende des 17. Jahrhunderts erfuhr die Kirche einen Umbau zu einer zweischiffigen Einstützenhalle. Beide Schiffe schließen nach Osten hin mit frühgotischen Chören ab. Der ursprünglich vorgestellte gotische Westturm erhielt später einen Doppelzwiebelhelm. | BDA-Hist.: Q37772127 Status: § 2a Stand der BDA-Liste: 2025-06-30 Name: Kath. Pfarrkirche hl. Michael GstNr.: 418                              |
| ja   | Datei hochladen | Lichtsäule HERIS-ID: 15205 Objekt-ID: 11445                               | bei Hauptstraße 7 Standort KG: Hof am Leithagebirge           | Die gotische Lichtsäule im Kirchhof, auf dem ehemaligen Friedhof, stammt aus dem 15. Jahrhundert. Der Maßwerkpfeiler hat einen quadratischen, mit Diensten vorgelegten Schaft. Der vierseitig geöffnete Baldachin mit Wimpergen und Fialen trägt einen krabbenbesetzten Helm. | BDA-Hist.: Q37772140 Status: § 2a Stand der BDA-Liste: 2025-06-30 Name: Lichtsäule GstNr.: 418                                                 |
| ja   | Datei hochladen | Burgruine „Turmhof“, „Thurnhof“ HERIS-ID: 16059 Objekt-ID: 12313          | Schulgasse 18 Standort KG: Hof am Leithagebirge               | Der befestigte Ansitz Spitzturmhof (ab 1590 urkundlich als Spitzhof oder Thurnhof genannt) hat einen annähernd quadratischen Grundriss und ist an der Westseite durch ein Rundbogenportal und eine Fußgängerpforte zugänglich. Von ehemals vier runden Ecktürmen sind noch drei erhalten; der Südostturm wurde abgerissen. Manche Fenster verfügen über abgefaste Steinrahmen aus dem 16. Jahrhundert. In der ehemaligen Kapelle sind Reste von Fresken aus der Zeit um 1500 erhalten. Im letzten Viertel des 20. Jahrhunderts wurden Teile der Ruine wieder bewohnbar gemacht. Anmerkung: Objekt in Privatbesitz, nicht zugänglich.                                             | BDA-Hist.: Q37806794 Status: Bescheid Stand der BDA-Liste: 2025-06-30 Name: Burgruine „Turmhof“, „Thurnhof“ GstNr.: 512 Burgruine Spitzturmhof |
| ja   | Datei hochladen | Bildstock, hl. Sebastian HERIS-ID: 15206 Objekt-ID: 11446                 | bei Seibersdorferstraße 2 Standort KG: Hof am Leithagebirge   | Der gemauerte Tabernakelpfeiler aus der 1. Hälfte des 17. Jahrhunderts enthält eine Statuette des hl. Sebastians. | BDA-Hist.: Q37772150 Status: § 2a Stand der BDA-Liste: 2025-06-30 Name: Bildstock, hl. Sebastian GstNr.: 2067/195                              |
| ja   | Datei hochladen | Pest-/Dreifaltigkeitssäule HERIS-ID: 15208 Objekt-ID: 11448               | vor Hauptplatz 3 Standort KG: Hof am Leithagebirge            | Die Pestsäule auf dem Hauptplatz ist in der Kartusche mit 1770 bezeichnet. Sie besteht aus einem stufigen Unterbau mit einer Steinbalustrade, einem prismatischen Sockel mit den Statuen der hll. Rochus, Sebastian und einer liegenden Rosalia, auf der hohen Säule eine Darstellung der Krönung Mariens. | BDA-Hist.: Q37772167 Status: § 2a Stand der BDA-Liste: 2025-06-30 Name: Pest-/Dreifaltigkeitssäule GstNr.: 2942/6                              |
| ja   | Datei hochladen | Figurenbildstock, Pietà HERIS-ID: 15209 Objekt-ID: 11449                  | bei Feldgasse 1 Standort KG: Hof am Leithagebirge             | Die Pietà auf rundem Unterbau und einer toskanischen Säule stammt aus der Mitte des 18. Jahrhunderts. | BDA-Hist.: Q37772181 Status: § 2a Stand der BDA-Liste: 2025-06-30 Name: Figurenbildstock, Pietà GstNr.: 2957/4                                 |
| ja   | Datei hochladen | Figurenbildstock, Pietà HERIS-ID: 15199 Objekt-ID: 11439                  | Standort KG: Hof am Leithagebirge                             | Die Pietà auf profiliertem Schaft ist mit Urban Lauwt 1657 bezeichnet. | BDA-Hist.: Q37772068 Status: § 2a Stand der BDA-Liste: 2025-06-30 Name: Figurenbildstock, Pietà GstNr.: 3529                                   |
| ja   | Datei hochladen | Bildstock HERIS-ID: 15200 Objekt-ID: 11440                                | Standort KG: Hof am Leithagebirge                             | Der Tabernakelpfeiler mit Heiligenreliefs und einem bekrönenden Steinhaubenkreuz stammt aus der 1. Hälfte des 18. Jahrhunderts. Er steht an der Straße nach Au. | BDA-Hist.: Q37772083 Status: § 2a Stand der BDA-Liste: 2025-06-30 Name: Bildstock GstNr.: 3003/3                                               |
| ja   | Datei hochladen | Bildstock HERIS-ID: 15201 Objekt-ID: 11441                                | bei Donnerskirchnerstraße 1 Standort KG: Hof am Leithagebirge | Der gotische quadratische Pfeiler hat einen Nischenaufsatz und ein Pyramidendach, in der Nische ein Kruzifix vom Ende des 18. Jahrhunderts. | BDA-Hist.: Q37772088 Status: § 2a Stand der BDA-Liste: 2025-06-30 Name: Bildstock GstNr.: 2993/1                                               |